# Макаринино
Макари́нино — село в Баргузинском районе Бурятии. Входит в сельское поселение «Адамовское».

## География
Расположено на правом берегу реки Баргузин в 14 км от центра сельского поселения, села Адамово, и в 42 км к юго-западу от районного центра, села Баргузин, по южной стороне Баргузинского тракта, региональной автодороги Р438, в 9 км к северо-востоку от пгт Усть-Баргузин.

## История
После восстания Емельяна Пугачева в селе жили сосланные уральские казаки. Их основным занятием было рыболовство.

## Население
| 2002 | 2010 |
| ---- | ---- |
| 342  | ↘293 |

## Инфраструктура
Начальная общеобразовательная школа, Дом культуры, библиотека, фельдшерско-акушерский пункт.

## Экономика
Рыболовство, заготовка и переработка древесины.